# Aminoglikozidi
Aminoglikozidi so spojine, ki so sestavljene iz sladkorne in aminske skupine. Številni aminoglikozidi imajo antibiotične lastnosti in so učinkoviti zoper več vrst bakterij. Mednje sodijo amikacin, arbekacin, gentamicin, kanamicin, neomicin, netilmicin, paromomicin, rodostreptomicin, streptomicin, tobramicin in apramicin. 

## Poimenovanje
Aminoglikozide poimenujemo s pripono -micin. V angleščini obstaja razlika v zapisu: aminoglikozidi, izolirani iz streptomicet, se zapisujejo kot -mycin, izolirani iz mikromonospor, pa kot -micin. V slovenščini tega razločka ni.
Vendar to poimenovanje ni specifično za aminoglikozide. Z isto pripono poimenujemo tudi vankomicin in eritromicin, a je prvi glikopeptidni antibiotik, drugi pa makrolidni (kot tudi njegova derivata klaritromicin in azitromicin). Pri navedenih učinkovinah je tudi mehanizem delovanja drugačen.
- Streptomicin
- Neomicin
- Framicetin
- Paromomicin
- Ribostamicin
- Kanamicin
- Amikacin
- Arbekacin
- Bekanamicin
- Dibekacin
- Tobramicin
- Spektinomicin
- Higromicin B
- Paromomicinijev sulfat
- Gentamicin
- Netilmicin
- Sisomicin
- Izepamicin
- Verdamicin
- Astromicin

## Mehanizem delovanja
Aminoglikozidi imajo več možnih prijemališč, vendar natančen mehanizem delovanja ni razjasnjen. Delujejo na naslednje načine:
- motijo preverjanje pravilnosti podvojevanja DNK in tako povzročajo večjo stopnjo napak pri njeni sintezi, zlasti nastop prezgodnje terminacije podvojevanja[3];
- obstajajo dokazi, da zavirajo tudi ribosomsko translokacijo (proces premika peptidil-tRNA iz mesta A na mesto P na ribosomu[3];
- oslabijo celovitost bakterijske celične stene [4] .

Poglaviten mehanizem je vezava na ribosomsko podenoto 30S (nekateri pa na podenoto 50S).
Te učinkovine izražajo postantibiotični učinek, kar pomeni, da zavirajo bakterijsko rast še tedaj, ko je v krvi zaznavna le še zelo majhna količina učinkovine ali pa je sploh več ni. To je posledica močne, nepovratne vezave aminoglikozidov na ribosome; na ta način ostanejo molekule znotraj celice še dolgo časa potem, ko koncentracija v plazmi že močno pade. Zaradi tega se podaljša interval med posameznimi odmerki zdravila. Odvisno od odmerka izražajo bodisi baktericidni bodisi bakteriostatični učinek.

## Poti uporabe
Ker se ne absorbirajo iz črevesja, se dajejo intravensko ali intramuskularno. Nekatere aminoglikozidna zdravila se uporabljajo tudi topično na ranah. Peroralna uporaba je možna pri črevesnih okužbah (npr. zaradi hepatične encefalopatije). Tobramicin se lahko daje tudi v obliki meglice z vdihom.

## Toksičnost
Aminoglikozidi imajo v primerjavi z drugimi antibiotiki sorazmerno ozek terapevtski indeks, tj. razmerje med srednjim smrtnim odmerkom in srednjim terapevtskim odmerkom. Najpomembnejša toksična učinka sta nefrotoksičnost in ototoksičnost. Nefrotoksičnost se razvije pri okoli 5 do 25 % bolnikov. Pride do motenj v reabsorpciji vode in elektrolitov ter zmanjšanja glomerulne filtracije. Po dobrem tednu se pojavi poliurična ledvična odpoved. Ledvična okvara je po navadi reverzibilna. Ototoksični učinki se kažejo z okvaro sluha (pojavi se pri 3 do 14 % bolnikov) ali ravnotežja (pojavi se pri okoli 4 do 6 % bolnikov). Okvara sluha se običajno pojavi nenadno in je pogosto nepovratna.